# Psilogramma manusensis
Psilogramma manusensis là một loài bướm đêm thuộc họ Sphingidae. Loài này có ở quần đảo Admiralty của Papua New Guinea.